# 푀르쾰트

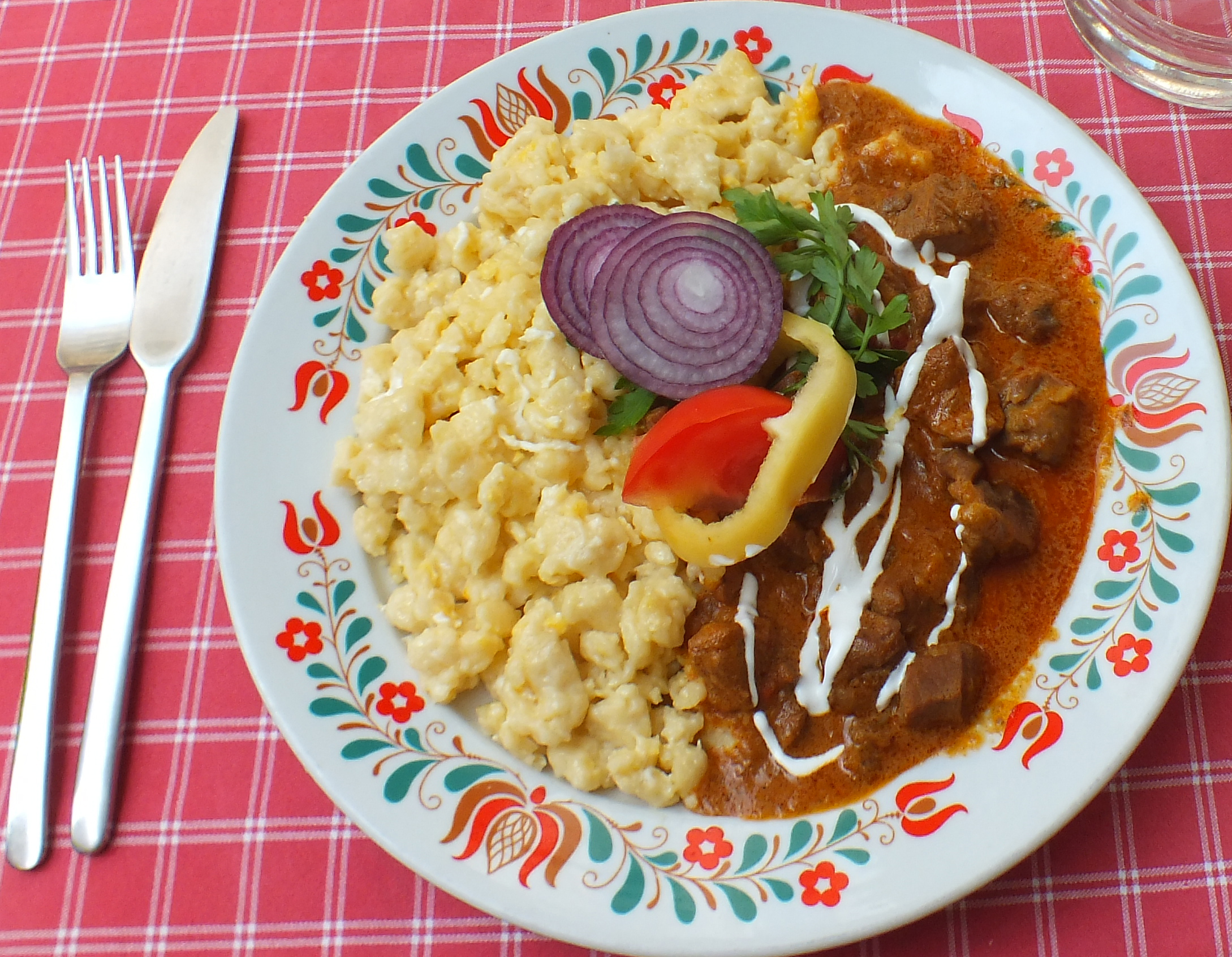
접시에 담긴 푀르쾰트

푀르쾰트(헝가리어: Pörkölt)는 헝가리의 전통 고기 스튜로 중앙유럽 전역에 퍼져 있다. 주 재료는 고기와 파프리카를 비롯한 채소이다.

## 같이 보기
- 베프르조 크네들로 젤로